# Theta Andromedae
Theta Andromedae (θ And / θ Andromedae) è un sistema stellare di magnitudine 4,62 situato nella costellazione di Andromeda. Dista 253 anni luce dal sistema solare.

## Osservazione
Si tratta di una stella situata nell'emisfero celeste boreale. La sua posizione moderatamente boreale fa sì che questa stella sia osservabile specialmente dall'emisfero nord, in cui si mostra alta nel cielo nella fascia temperata; dall'emisfero australe la sua osservazione risulta invece più penalizzata, specialmente al di fuori della sua fascia tropicale. La sua magnitudine pari a 4,6 fa sì che possa essere scorta solo con un cielo sufficientemente libero dagli effetti dell'inquinamento luminoso.
Il periodo migliore per la sua osservazione nel cielo serale ricade nei mesi compresi fra settembre e febbraio; nell'emisfero nord è visibile anche per un periodo maggiore, grazie alla declinazione boreale della stella, mentre nell'emisfero sud può essere osservata solo durante i mesi della tarda primavera e inizio estate australi.

## Caratteristiche fisiche
La stella è una stella bianca di sequenza principale avente una massa 2,8 volte quella del Sole e 130 volte più luminosa. Pare avere una secondaria massiccia probabilmente di tipo A, con un periodo orbitale di 1033 giorni e distanziata dalla principale di circa 1 UA. Un'altra compagna si trova visualmente a 0,06 secondi d'arco di distanza dalla principale.